# 芙拉杜西
芙拉杜西（英語：Fulladu West）是西非國家甘比亞中河區轄下的10個縣之一，根據2013年由甘比亞政府所做的人口普查結果顯示，居住於芙拉杜西的總人口數為82513人。